# Derna (piroscafo)
Derna fu un piroscafo italiano (inizialmente varato e immesso in servizio con il nome di Danby) naufragato per collisione con la nave da battaglia britannica Centurion, nella notte tra il 9 e il 10 dicembre 1912, con la perdita di tutti i 23 membri dell'equipaggio.

## Storia
Il piroscafo mercantile Danby, con scafo in acciaio, fu costruito nel 1890 presso il cantiere navale Ropner Shipbuilding & Repairing Co.-Ropner & Sons Ltd. a Stockton-on-Tees per conto della compagnia Joseph B. L. Merryweather di West Hartlepool (Sunderland).  Nel 1903 venne venduto alla compagnia Sloman, Rob. M. & Co. di Amburgo, Germania, che lo rinomino Girgenti. Prestò servizio sino al 1911, quando venne venduto alla compagnia di navigazione Mezzano Shipping Co. di Genova. L'armatore Luigi Mezzano di Sori lo iscrisse con il nome di Derna. Carica di carbone la nave salpò dal porto di Memel, in Lituania, sul Mar Baltico,  nel novembre 1912 al comando del comandante Prospero Schiaffino.
Durante la notte del 10 dicembre 1912 il Derna entrò in collisione con la allora nuovissima nave da battaglia britannica Centurion e naufragò a 10 miglia nautiche al largo di Anvil Point. Entrambe le navi navigavano più o meno sulla stessa rotta e la Centurion, che dislocava 23.000 tonnellate, investì in pieno il piroscafo.
Dopo la collisione la nave da battaglia mise a mare le lance di salvataggio nel tentativo di soccorrere eventuali superstiti, ma non ne furono trovati. la Derna venne identificato come tale dal nome scritto sul suo fanale di navigazione di sinistra che fu ritrovato distesa sulla piattaforma della rete di dritta del Centurion. Il corpo del comandante Schiaffino fu successivamente ritrovato all'interno di una lancia di salvataggio nei pressi di Bournemouth. Sepolto nel locale cimitero, negli anni sessanta del XX secolo la salma fu traslata e tumulata in quello di Camogli.

### Fonti
1. 1 2  Teesbuiltships.
2. ↑  Cfr. Gazzetta Ufficiale.
3. 1 2 3  Wrecksite.
4. 1 2 3 4 5  Mare Nostrum Rapallo.
5. 1 2  Santuario Boschetto.